# J. Robert King
J. Robert King ist ein US-amerikanischer Fantasy-Schriftsteller, wohnhaft in Burlington (Wisconsin).
Die meisten seiner Romane basieren auf Rollenspielwelten. Zuletzt widmete er sich mit drei Romanen zur Artus-Merlin-Sage einem für ihn neuen Erzählbereich. Zu dieser Trilogie gehören die Werke Mad Merlin (2000), Lancelot du Lethe (2001) und Le Morte D'Avalon (2003), die beiden erstgenannten sind im Heyne Verlag unter den Titeln Merlins Fluch (2003) und Lancelots Rache (2004) in der deutschen Übersetzung erschienen. Für das MMORPG Guild Wars 2 schrieb er das Buch Die Herrschaft der Drachen (2010). Es gehört zu einer Trilogie und stellt die Fortsetzung zu Die Geister von Ascalon (2010) von Jeff Grubb und Matt Forbeck dar.

## Werke

### Ravenloft
- Die Stunde der Wölfe(Band 4), 1995, ISBN 3-442-24599-0, Heart of Midnight, 1992
- Die Maske des Teufels (Band 6), 1994, ISBN 3-442-24601-6, Carnival of Fear, 1993

### First Quest
- Summerhill Hounds, 1995
- Rogues to Riches, 1995

### Forgotten Realms
- Realms of Magic, 1995 (mit Brian M. Thomsen)
- Realms of the Underdark, 1996
- Realms of the Arcane, 1997 (mit Brian M. Thomsen)

### Forgotten Realms: Double Diamond Triangle
- The Abduction, 1998
- Conspiracy, 1997
- The Diamond, 1998 (mit Ed Greenwood)

### Dragonlance: Lost Legends
- Vinas Solamnus, 1996

### Planescape
- Blood Hostages, 1996
- Abyssal Warriors, 1996
- Planar Powers, 1996

### Magic The Gathering: Artefacts
- Strom der Zeiten, 2002, ISBN 3-453-17220-5, Time Streams, 1999

### Magic The Gathering
- The Thran, 1999
- The Dragons of Magic, 2001
- The Sectrets of Magic, 2002
- The Monsters of Magic, 2003

### Magic The Gathering: Invasion
- Invasion, 2000
- Planeshift, 2001
- Apocalypse, 2001

### Magic The Gathering: Onslaught Cycle
- Onslaught, 2002
- Legions, 2003
- Scourge, 2003
- Magic: The Gathering. Aufmarsch-Zyklus, 2005, (Sammelband)

### King Arthur
- Merlins Fluch, 2003, ISBN 3-453-53068-3, Mad Merlin, 2000
- Lancelots Rache, 2004, ISBN 3-453-52134-X, Lancelot du Lethe, 2001
- Le Morte D’Avalon, 2003

### Einzelromane
- Humors-An anthology of prose poems, 2006
- Suicidals Anonymous, 2006
- Shadow of Reichenbach Falls, 2008
- Angel of Death, 2009
- Death’s Disciples, 2010